# Un suo modo di dire
Un suo modo di dire è un album di Franco Cerri, registrato per la Dire Records nel 1977 insieme a Bonnie Foy alla voce e Stefano Cerri al basso. L'intero album è composto di noti brani jazz riarmonizzati.

## Tracce
1. Just Friends
2. As Time Goes By
3. All The Things You Are
4. Green Dolphin Street
5. I Can't Give You Anything But Love / Pennies From Heaven
6. Honey Suckle Rose
7. Sweet Georgia Brown
8. Lady Gestione
9. Blusotto